# Villar de la Yegua
Villar de la Yegua est une commune de la province de Salamanque dans la communauté autonome de Castille-et-León en Espagne.